# Los Calpes
Los Calpes es una pedanía perteneciente al término municipal de La Puebla de Arenoso, ya que el presupuesto dado por la diputación de Castellón no es suficiente para albergar a una población correspondiente a una localidad foral, emplazada en la comarca del Alto Mijares de la provincia de Castellón en la Comunidad Valenciana, España.
En el diccionario de Madoz de 1845, se atestigua:

Caserío de la provincia de Castellón de la Plana, partido judicial de Viver, termino jurisdiccional de La Puebla de Arenoso, situado en la falda de un monte, con 5 casas inferiores. Para gobierno de dicho caserío hay un alcalde pedáneo dependiente de la municipalidad de la referida Puebla. El terreno que le circunda es secano y alguno de huerta y viñedos, que produce patatas, almendras y algo de vino. Población de 50 vecinos y 160 almas

## Monumentos

### Monumentos religiosos
Iglesia Parroquial.
Esta iglesia está dedicada a la Virgen del Rosario. La construcción actual, llevada a cabo en los años 90, todavía mantiene la ubicación de la anterior.

### Monumentos civiles
Casco antiguo. 
Es el conjunto compuesto prácticamente por la totalidad del pueblo.

## Lugares de interés
El núcleo urbano dispone de un área recreativa ajardinada compuesta de polideportivo (frontón, pista de tenis, ...) y zona infantil (columpios, tobogán, ...).
Merenderos con zona habilitada para fuego en Fuente de Artiguillas y en Fuente del Rosario (Fuente Baja)
En los alrededores de Los Calpes se puede disfrutar de bonitos parajes destacando: el Cabezo, el Collao, el Morrón de Campos (desde donde se pueden apreciar preciosas vistas del pantano de Arenós), y el Barranco de la Maimona (a 2 km de Los Calpes).

## Economía
Basada tradicionalmente en la agricultura de secano, predominando el cultivo del almendro. En la actualidad, debido al auge del turismo rural, dispone de casas rurales.

## Fiestas
Fiestas patronales en honor a la Virgen del Rosario y San Roque, celebradas en la primera quincena de agosto. Entre otros se incluyen festejos infantiles, orquestas, "correbous" y torneos deportivos entre los que se incluyen futbol, tenis, frontenis y baloncesto con sus correspondientes categorías, a saber, adulto e infantil.

## Galería de imágenes

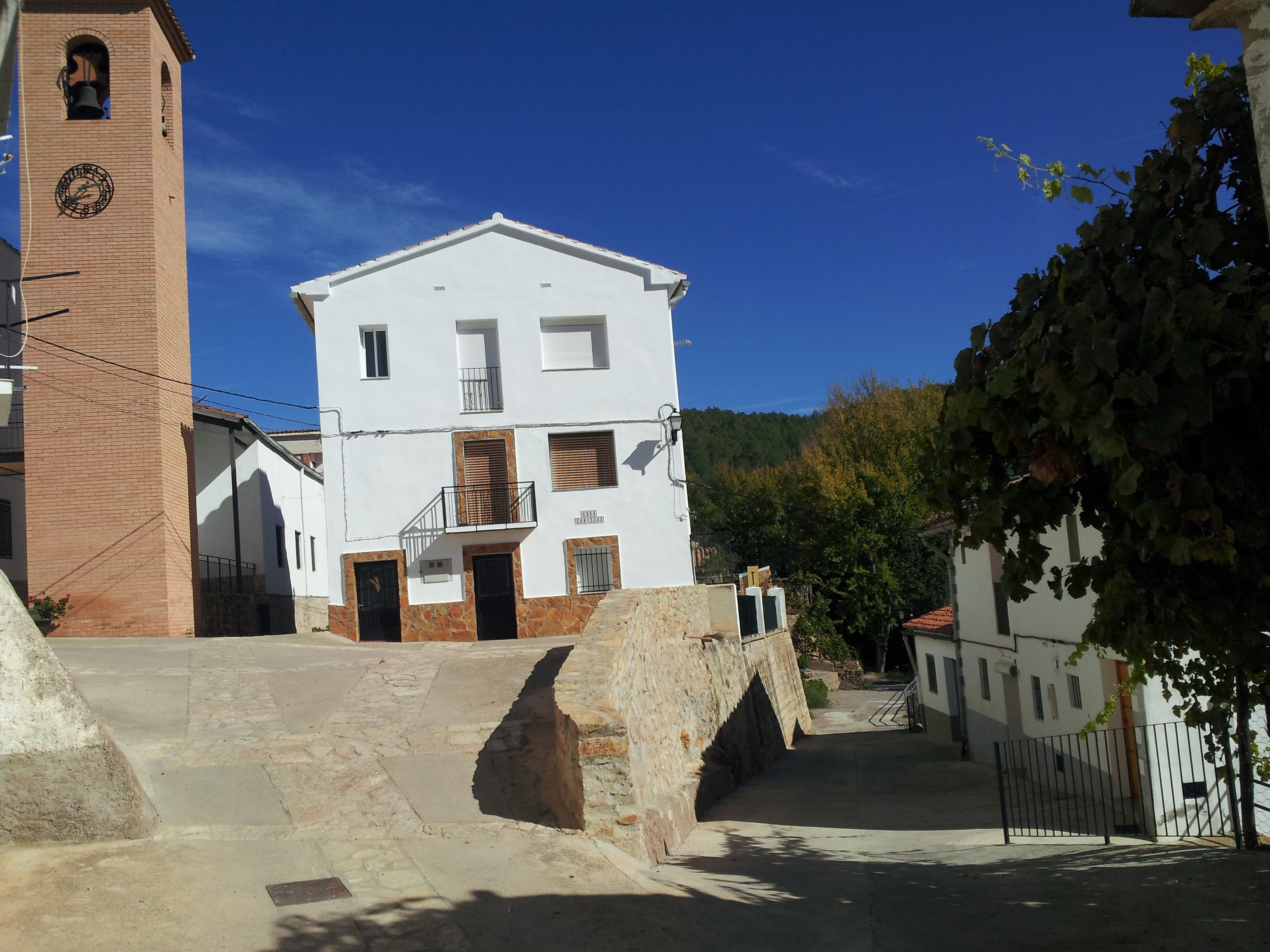
Calle de Los Calpes, con vista parcial de la Iglesia.
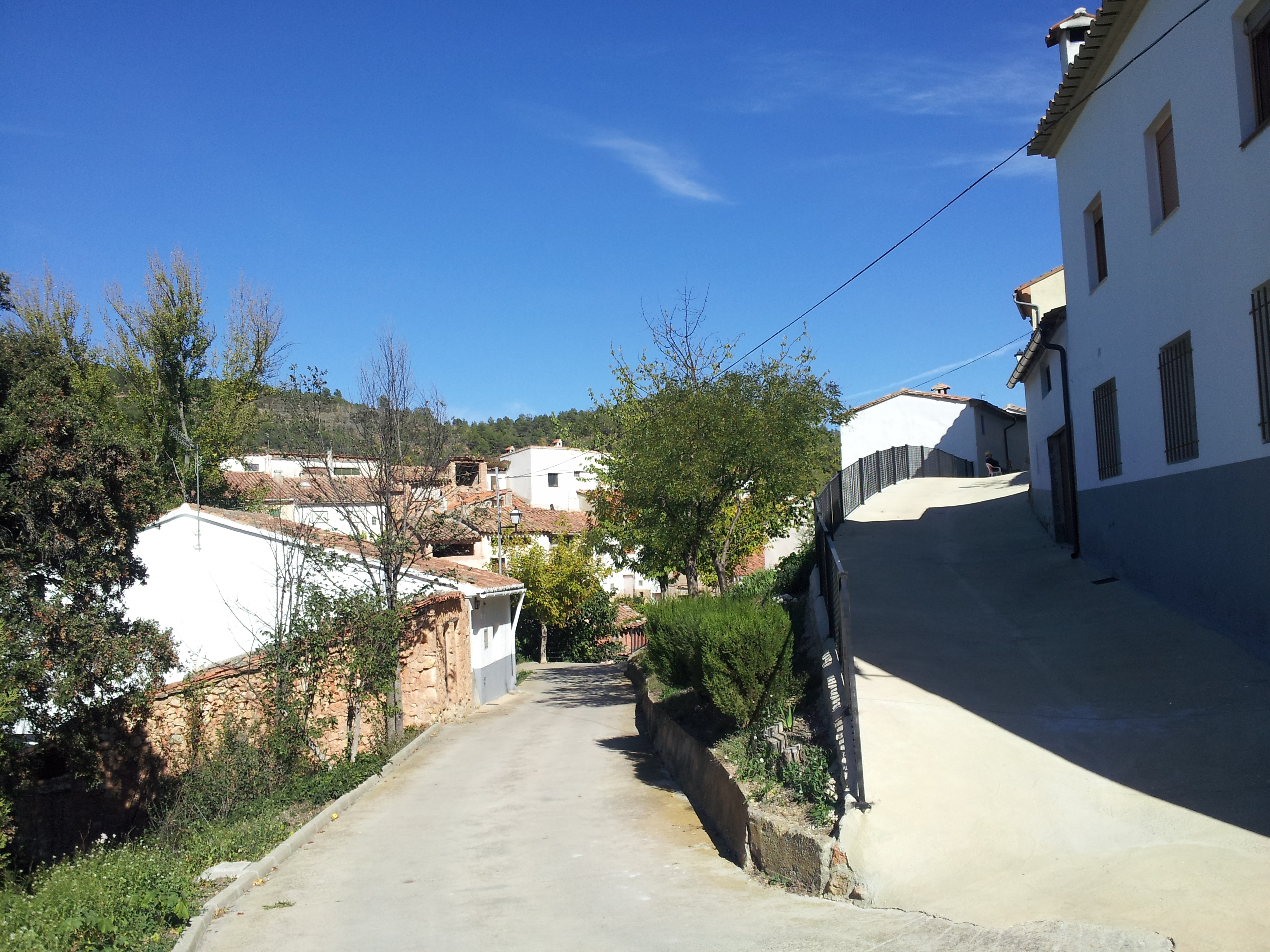
Los Calpes
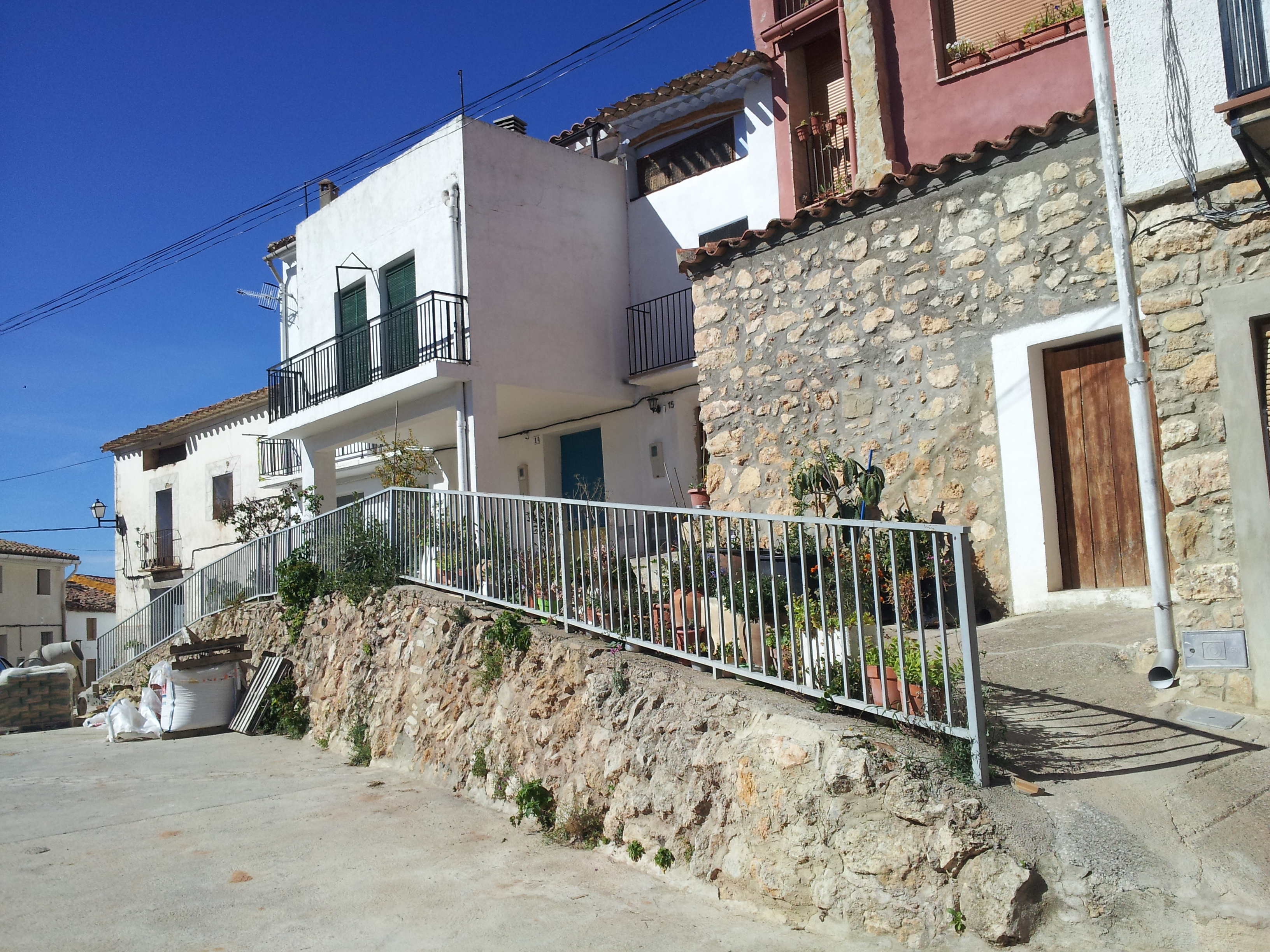
Los Calpes

- Datos: Q5979436
- Multimedia: Los Calpes / Q5979436